# Guyanas regioner
Guyana är indelat i tio regioner som var och en leds av en ordförande för de demokratiska rådsförsamlingarna. Lokala samhällen administreras av by- eller stadsförsamlingar. 
| Nr | Region                          | Area (km²) | Huvudort        |
| -- | ------------------------------- | ---------- | --------------- |
| 1  | Barima-Waini                    | 20,339     | Mabaruma        |
| 2  | Pomeroon-Supenaam               | 6,195      | Anna Regina     |
| 3  | Essequibo Islands-West Demerara | 2,232      | Vreed en Hoop   |
| 4  | Demerara-Mahaica                | 1,843      | Paradise        |
| 5  | Mahaica-Berbice                 | 3,755      | Fort Wellington |
| 6  | East Berbice-Corentyne          | 36,234     | New Amsterdam   |
| 7  | Cuyuni-Mazaruni                 | 47,213     | Bartica         |
| 8  | Potaro-Siparuni                 | 20,051     | Mahdia          |
| 9  | Upper Takatu-Upper Esseqiubo    | 57,750     | Lethem          |
| 10 | Upper Demerara-Berbice          | 19,387     | Linden          |
|    | Guyana                          | 214,999    | Georgetown      |